# 林以真
林以真（1966年5月10日—），本名林玉真，生於台灣台北市，台灣女演員。1991年演出華視中篇電視劇《家有仙妻》而攀上事業巔峰，其中她所演出的何莉莉一角是該劇的靈魂人物。1996年，她秘密閃婚，於美國洛城嫁給今台灣和成欣業董事長邱立堅。

## 家族
一哥三姊，排行家中老么。其前姊夫葛士豪為其經紀人。

## 出道
1986年從華視訓練中心演員訓練班畢業後，演出由作家廖輝英小說《今夜微雨》改編的同名電影，而開啟演藝之路。

## 個人特質
林以真輪廓深邃，五官立體，身材高挑頎長，在戲劇作品中大都一人分飾二角，而有「雙面女郎」的美稱
；此外由於外型出眾成熟，她也經常演出和本人實際連年齡有一段落差的角色。林以真是個敬業的演員，螢光幕後的她，菸酒不沾，幾乎沒有傳過緋聞，潔身自愛使她被當時的演藝圈定位為乖乖牌和玉女明星。

## 戲路風格
林以真的戲路跳躍性大，她可以在同一部戲演出兩個面貌相似、卻存在年齡或是個性上落差的角色，不論是演繹悲劇中楚楚可憐的柔弱女子，或是喜劇中俏皮活潑的都市新女性，她都有不錯的表現。如《金色山莊》的純情少女金天羽、《太陽雨》中懷恨報復、歇斯底里的女子丁若安、《俏妞行大運》的田蜜、《家有仙妻》的何莉莉都以詼諧俏皮女孩的形象呈現；在分飾二角的戲劇中，《今夜相思雨》她演出氣質憂鬱、心懷城府的少婦靜秋以及活潑單純的少女羅宛瑤；在《警花緣》中，她一下是正氣凜然的美麗女警成莉鳳，一下又變成在酒廊和大哥陪酒賣笑的人口販子周莎莎。
林以真幾乎都演出現代時裝劇（除了在《家有仙妻》開頭的古裝橋段），唯一一部古裝劇是《人面桃花》；《人面桃花》也是她告別戲劇界前的最後一部作品。

## 演出作品

### 電影
| 年份       | 片名     | 飾演   |
| ---------- | -------- | ------ |
| 1986/05/10 | 今夜微雨 | 杜佳洛 |

### 電視劇
| 年份   | 頻道     | 劇名                           | 飾演           |
| ------ | -------- | ------------------------------ | -------------- |
| 1986年 | 台視     | 金色山莊                       | 金天羽         |
|        |          | 雷公的女兒                     | 白雪           |
|        | 巨登育樂 | 豬哥亮與三小姐                 | 三小姐         |
| 1987年 | 台視     | 今夜相思雨                     | 靜秋、羅宛瑤   |
| 1987年 | 台視     | 俏妞行大運                     | 田蜜           |
| 1989年 | 台視     | 佳人有約                       | 邵蕙心         |
| 1990年 | 中視     | 太陽雨（改編自玄小佛同名小說） | 丁若安         |
| 1991年 | 華視     | 家有仙妻                       | 何莉莉         |
| 1992年 | 中視     | 財神爺報到                     | 水晶、黃翡翠   |
| 1992年 | 中視     | 媽媽帶我嫁                     | 郝自在         |
| 1993年 | 台視     | 警花緣                         | 成莉鳳、周莎莎 |
| 1994年 | 中視     | 黃飛鴻與十三姨                 | 十三姨         |
| 1995年 | 中視     | 人面桃花                       | 周桃兒         |

### 秀場
林以真除了戲劇演出，其餘就是南北趕場作秀場表演。而風靡一時的藍寶石大歌廳，請的都是彼時演藝圈當紅的演員或歌星，可見林以真在當時的知名程度。

## 主持作品
- 台視《王牌登場》
- 台視《都會風情》(1993年，與周麟，安迪共同主持)

## 音樂作品

### 唱片
| 年份   | 專輯名稱         | 出版公司 | 曲目 |
| ------ | ---------------- | -------- | --- |
| 1992年 | 不要在夜裡叫醒我 | 歌林唱片 | 曲目 1. 不要在夜裡叫醒我 2. 善於美麗的女人 3. 我的心還沒準備 4. 把煩惱收起來 5. 一樣的自己 6. 心跳的時刻 7. 我的愛在邀請你 8. 約定 9. 淒迷的霧裡 10. 再一次握緊你的手 |

## 商業廣告
- 三花牌彈性絲襪
- 1987優美辦公家具

優美辦公家具拍攝第一支廣告影片，由林以真擔任產品代言人。

## 外部連結
- 林以真的新浪微博
- 林以真在互联网电影资料库（IMDb）上的資料（英文）
- 林以真在豆瓣上的资料（简体中文）
- 林以真在时光网上的簡介（简体中文）